# Lepechiniella alaica
Lepechiniella alaica är en strävbladig växtart som beskrevs av Mikhail Grigoríevič Popov. Lepechiniella alaica ingår i släktet Lepechiniella och familjen strävbladiga växter. Inga underarter finns listade i Catalogue of Life.